# Cova del Taller
La cova del Taller és un abric del municipi de Tivissa (Ribera d'Ebre) amb representacions de pintura rupestre protegides com a Patrimoni de la Humanitat en el conjunt de l'Art rupestre de l'arc mediterrani de la península Ibèrica. Està situada en la serra de la Mar, orientada al sud.
És una petita cavitat oberta en un front calcari d'estructura piramidal. Les seves dimensions són aproximadament de 5 m d'amplada, 1,5 d'alçada mitjana i 1,5 m de fondària.
Les pintures rupestres són visibles a la part dreta del sostre, entre 1 i 1,3 m de la base i mostren diverses alteracions i fenòmens erosius que han destruït gran part del mural. Es calcula que existien un mínim de 12 imatges, de les quals el 1992 només es podien identificar un gran cérvol, les restes d'una cérvola i els fragments d'una possible figura humana d'arquer. La resta de les figures eren taques que no es podien identificar.
L'estat de conservació és regular, l'accés és difícil i la cova està tancada al públic.